# Эпиналь (округ)
Эпиналь (фр. Épinal) — округ (фр. Arrondissement) во Франции, один из округов в регионе Лотарингия (регион). Департамент округа — Вогезы. Супрефектура — Эпиналь.
Население округа на 2006 год составляло 225 529 человек. Плотность населения составляет 73 чел./км². Площадь округа составляет всего 3098 км².